# Seznam medailistů na mistrovství Evropy v krasobruslení – muži
Seznam medailistů na mistrovství Evropy v krasobruslení uvádí chronologický přehled osob od roku 1891, které získaly zlatou, stříbrnou či bronzovou medaili na mistrovství Evropy v krasobruslení.

## Muži
| Rok       | Místo                              | Zlato                              | Stříbro                            | Bronz                                   |
| --------- | ---------------------------------- | ---------------------------------- | ---------------------------------- | --------------------------------------- |
| ME 1891   | Hamburk                            | Oskar Uhlig                        | A. Schmitson                       | Franz Zilly                             |
| ME 1892   | Vídeň                              | Eduard Engelmann                   | Tibor von Földváry                 | Georg Zachariades                       |
| ME 1893   | Berlín                             | Eduard Engelmann                   | Henning Grenander                  | Georg Zachariades                       |
| ME 1894   | Vídeň                              | Eduard Engelmann                   | Gustav Hügel                       | Tibor von Földváry                      |
| ME 1895   | Budapešť                           | Tibor von Földváry                 | Gustav Hügel                       | Gilbert Fuchs                           |
| 1896-1897 | Nekonáno                           | Nekonáno                           | Nekonáno                           | Nekonáno                                |
| ME 1898   | Trondheim                          | Ulrich Salchow                     | Johan Lefstad                      | Oscar Holthe                            |
| ME 1899   | Davos                              | Ulrich Salchow                     | Gustav Hügel                       | Ernst Fellner                           |
| ME 1900   | Berlín                             | Ulrich Salchow                     | Gustav Hügel                       | Oscar Holthe                            |
| ME 1901   | Vídeň                              | Gustav Hügel                       | Gilbert Fuchs                      | Ulrich Salchow                          |
| 1902-1903 | Zrušeno pro nedostatek ledu        | Zrušeno pro nedostatek ledu        | Zrušeno pro nedostatek ledu        | Zrušeno pro nedostatek ledu             |
| ME 1904   | Davos                              | Ulrich Salchow                     | Max Bohatsch                       | Nikolaj Panin                           |
| ME 1905   | Bonn                               | Max Bohatsch                       | Heinrich Burger                    | Karl Zenger                             |
| ME 1906   | Davos                              | Ulrich Salchow                     | Ernst Herz                         | Per Thorén                              |
| ME 1907   | Berlín                             | Ulrich Salchow                     | Gilbert Fuchs                      | Ernst Herz                              |
| ME 1908   | Varšava                            | Ernst Herz                         | Nikolaj Panin                      | Henryk Juliusz Krukowicz-Przedrzymirski |
| ME 1909   | Budapešť                           | Ulrich Salchow                     | Gilbert Fuchs                      | Per Thorén                              |
| ME 1910   | Berlín                             | Ulrich Salchow                     | Werner Rittberger                  | Per Thorén                              |
| ME 1911   | Sankt Petěrburg                    | Per Thorén                         | Karl Ollow                         | Werner Rittberger                       |
| ME 1912   | Stockholm                          | Gösta Sandahl                      | Ivan Malinin                       | Martin Stixrud                          |
| ME 1913   | Oslo                               | Ulrich Salchow                     | Andor Szende                       | Willy Böckl                             |
| ME 1914   | Vídeň                              | Fritz Kachler                      | Andreas Krogh                      | Willy Böckl                             |
| 1915-1921 | Nekonáno kvůli první světové válce | Nekonáno kvůli první světové válce | Nekonáno kvůli první světové válce | Nekonáno kvůli první světové válce      |
| ME 1922   | Davos                              | Willy Böckl                        | Fritz Kachler                      | Ernst Oppacher                          |
| ME 1923   | Oslo                               | Willy Böckl                        | Martin Stixrud                     | Gunnar Jakobsson                        |
| ME 1924   | Davos                              | Fritz Kachler                      | Ludwig Wrede                       | Werner Rittberger                       |
| ME 1925   | Triberg                            | Willy Böckl                        | Werner Rittberger                  | Otto Preissecker                        |
| ME 1926   | Davos                              | Willy Böckl                        | Otto Preissecker                   | Georg Gautschi                          |
| ME 1927   | Vídeň                              | Willy Böckl                        | Hugo Distler                       | Karl Schäfer                            |
| ME 1928   | Opava                              | Willy Böckl                        | Karl Schäfer                       | Otto Preissecker                        |
| ME 1929   | Davos                              | Karl Schäfer                       | Georg Gautschi                     | Ludwig Wrede                            |
| ME 1930   | Vídeň                              | Karl Schäfer                       | Otto Gold                          | Markus Nikkanen                         |
| ME 1931   | Svatý Mořic                        | Karl Schäfer                       | Ernst Baier                        | Hugo Distler                            |
| ME 1932   | Paříž                              | Karl Schäfer                       | Ernst Baier                        | Erich Erdös                             |
| ME 1933   | Londýn                             | Karl Schäfer                       | Ernst Baier                        | Erich Erdös                             |
| ME 1934   | Praha                              | Karl Schäfer                       | Dénes Pataky                       | Elemér Terták                           |
| ME 1935   | Svatý Mořic                        | Karl Schäfer                       | Felix Kaspar                       | Ernst Baier                             |
| ME 1936   | Berlín                             | Karl Schäfer                       | Graham Sharp                       | Ernst Baier                             |
| ME 1937   | Praha                              | Felix Kaspar                       | Graham Sharp                       | Elemér Terták                           |
| ME 1938   | Svatý Mořic                        | Felix Kaspar                       | Graham Sharp                       | Herbert Alward                          |
| ME 1939   | Londýn                             | Graham Sharp                       | Frederick Tomlins                  | Horst Faber                             |
| 1940-1946 | Nekonáno kvůli druhé světové válce | Nekonáno kvůli druhé světové válce | Nekonáno kvůli druhé světové válce | Nekonáno kvůli druhé světové válce      |
| ME 1947   | Davos                              | Hans Gerschwiler                   | Vladislav Čáp                      | Fernand Leemans                         |
| ME 1948   | Praha                              | Dick Button                        | Hans Gerschwiler                   | Edi Rada                                |
| ME 1949   | Milán                              | Edi Rada                           | Ede Király                         | Helmut Seibt                            |
| ME 1950   | Oslo                               | Ede Király                         | Helmut Seibt                       | Carlo Fassi                             |
| ME 1951   | Curych                             | Helmut Seibt                       | Horst Faber                        | Carlo Fassi                             |
| ME 1952   | Vídeň                              | Helmut Seibt                       | Carlo Fassi                        | Michael Carrington                      |
| ME 1953   | Dortmund                           | Carlo Fassi                        | Alain Giletti                      | Freimut Stein                           |
| ME 1954   | Bolzano                            | Carlo Fassi                        | Alain Giletti                      | Karol Divín                             |
| ME 1955   | Budapešť                           | Alain Giletti                      | Michael Booker                     | Karol Divín                             |
| ME 1956   | Paříž                              | Alain Giletti                      | Michael Booker                     | Karol Divín                             |
| ME 1957   | Vídeň                              | Alain Giletti                      | Karol Divín                        | Michael Booker                          |
| ME 1958   | Bratislava                         | Karol Divín                        | Alain Giletti                      | Alain Calmat                            |
| ME 1959   | Davos                              | Karol Divín                        | Alain Giletti                      | Norbert Felsinger                       |
| ME 1960   | GaPa                               | Alain Giletti                      | Norbert Felsinger                  | Manfred Schnelldorfer                   |
| ME 1961   | Berlín                             | Alain Giletti                      | Alain Calmat                       | Manfred Schnelldorfer                   |
| ME 1962   | Ženeva                             | Alain Calmat                       | Karol Divín                        | Manfred Schnelldorfer                   |
| ME 1963   | Budapešť                           | Alain Calmat                       | Manfred Schnelldorfer              | Emmerich Danzer                         |
| ME 1964   | Grenoble                           | Alain Calmat                       | Manfred Schnelldorfer              | Karol Divín                             |
| ME 1965   | Moskva                             | Emmerich Danzer                    | Alain Calmat                       | Peter Jonas                             |
| ME 1966   | Bratislava                         | Emmerich Danzer                    | Wolfgang Schwarz                   | Ondrej Nepela                           |
| ME 1967   | Lublaň                             | Emmerich Danzer                    | Wolfgang Schwarz                   | Ondrej Nepela                           |
| ME 1968   | Västerås                           | Emmerich Danzer                    | Wolfgang Schwarz                   | Ondrej Nepela                           |
| ME 1969   | GaPa                               | Ondrej Nepela                      | Patrick Pera                       | Sergej Četveruchin                      |
| ME 1970   | Leningrad                          | Ondrej Nepela                      | Patrick Pera                       | Günter Zöller                           |
| ME 1971   | Curych                             | Ondrej Nepela                      | Sergej Četveruchin                 | Haig Oundjian                           |
| ME 1972   | Göteborg                           | Ondrej Nepela                      | Sergej Četveruchin                 | Patrick Pera                            |
| ME 1973   | Kolín nad Rýnem                    | Ondrej Nepela                      | Sergej Četveruchin                 | Jan Hoffmann                            |
| ME 1974   | Záhřeb                             | Jan Hoffmann                       | Sergej Volkov                      | John Curry                              |
| ME 1975   | Kodaň                              | Vladimir Kovalev                   | John Curry                         | Jurij Ovčinnikov                        |
| ME 1976   | Ženeva                             | John Curry                         | Vladimir Kovalev                   | Jan Hoffmann                            |
| ME 1977   | Helsinky                           | Jan Hoffmann                       | Vladimir Kovalev                   | Robin Cousins                           |
| ME 1978   | Štrasburk                          | Jan Hoffmann                       | Vladimir Kovalev                   | Robin Cousins                           |
| ME 1979   | Záhřeb                             | Jan Hoffmann                       | Vladimir Kovalev                   | Robin Cousins                           |
| ME 1980   | Göteborg                           | Robin Cousins                      | Jan Hoffmann                       | Vladimir Kovalev                        |
| ME 1981   | Innsbruck                          | Igor Bobrin                        | Jean-Christophe Simond             | Norbert Schramm                         |
| ME 1982   | Lyon                               | Norbert Schramm                    | Jean-Christophe Simond             | Igor Bobrin                             |
| ME 1983   | Dortmund                           | Norbert Schramm                    | Jozef Sabovčík                     | Alexandr Fadějev                        |
| ME 1984   | Budapešť                           | Alexandr Fadějev                   | Rudi Cerne                         | Norbert Schramm                         |
| ME 1985   | Göteborg                           | Jozef Sabovčík                     | Vladimir Kotin                     | Grzegorz Filipowski                     |
| ME 1986   | Kodaň                              | Jozef Sabovčík                     | Vladimir Kotin                     | Alexandr Fadějev                        |
| ME 1987   | Sarajevo                           | Alexandr Fadějev                   | Vladimir Kotin                     | Viktor Petrenko                         |
| ME 1988   | Praha                              | Alexandr Fadějev                   | Vladimir Kotin                     | Viktor Petrenko                         |
| ME 1989   | Birmingham                         | Alexandr Fadějev                   | Grzegorz Filipowski                | Petr Barna                              |
| ME 1990   | Leningrad                          | Viktor Petrenko                    | Petr Barna                         | Vjačeslav Zagorodňuk                    |
| ME 1991   | Sofie                              | Viktor Petrenko                    | Petr Barna                         | Vjačeslav Zagordňuk                     |
| ME 1992   | Lausanne                           | Petr Barna                         | Viktor Petrenko                    | Alexej Urmanov                          |
| ME 1993   | Helsinky                           | Dmitrij Dmitrenko                  | Philippe Candeloro                 | Eric Millot                             |
| ME 1994   | Kodaň                              | Viktor Petrenko                    | Vjačeslav Zagorodňuk               | Alexej Urmanov                          |
| ME 1995   | Dortmund                           | Ilja Kulik                         | Alexej Urmanov                     | Vjačeslav Zagorodňuk                    |
| ME 1996   | Sofie                              | Vjačeslav Zagorodňuk               | Igor Paškevič                      | Ilja Kulik                              |
| ME 1997   | Paříž                              | Alexej Urmanov                     | Philippe Candeloro                 | Vjačeslav Zagorodňuk                    |
| ME 1998   | Milán                              | Alexej Jagudin                     | Jevgenij Pljuščenko                | Alexander Abt                           |
| ME 1999   | Praha                              | Alexej Jagudin                     | Jevgenij Pljuščenko                | Alexej Urmanov                          |
| ME 2000   | Vídeň                              | Jevgenij Pljuščenko                | Alexej Jagudin                     | Dmitrij Dmitrenko                       |
| ME 2001   | Bratislava                         | Jevgenij Pljuščenko                | Alexej Jagudin                     | Stanick Jeannette                       |
| ME 2002   | Lausanne                           | Alexej Jagudin                     | Alexander Abt                      | Brian Joubert                           |
| ME 2003   | Malmö                              | Jevgenij Pljuščenko                | Brian Joubert                      | Stanick Jeannette                       |
| ME 2004   | Budapešť                           | Brian Joubert                      | Jevgenij Pljuščenko                | Ilja Klimkin                            |
| ME 2005   | Turín                              | Jevgenij Pljuščenko                | Brian Joubert                      | Stefan Lindemann                        |
| ME 2006   | Lyon                               | Jevgenij Pljuščenko                | Stéphane Lambiel                   | Brian Joubert                           |
| ME 2007   | Varšava                            | Brian Joubert                      | Tomáš Verner                       | Kevin van der Perren                    |
| ME 2008   | Záhřeb                             | Tomáš Verner                       | Stéphane Lambiel                   | Brian Joubert                           |
| ME 2009   | Helsinky                           | Brian Joubert                      | Samuel Contesti                    | Kevin van der Perren                    |
| ME 2010   | Tallinn                            | Jevgenij Pljuščenko                | Stéphane Lambiel                   | Brian Joubert                           |
| ME 2011   | Bern                               | Florent Amodio                     | Brian Joubert                      | Tomáš Verner                            |
| ME 2012   | Sheffield                          | Jevgenij Pljuščenko                | Artur Gačinskij                    | Florent Amodio                          |
| ME 2013   | Záhřeb                             | Javier Fernández                   | Florent Amodio                     | Michal Březina                          |
| ME 2014   | Budapešť                           | Javier Fernández                   | Sergej Voronov                     | Konstantin Menšov                       |
| ME 2015   | Stockholm                          | Javier Fernández                   | Maxim Kovtun                       | Sergej Voronov                          |
| ME 2016   | Bratislava                         | Javier Fernández                   | Oleksii Byčenko                    | Maxim Kovtun                            |
| ME 2017   | Ostrava                            | Javier Fernández                   | Maxim Kovtun                       | Mikhail Koljada                         |
| ME 2018   | Moskva                             | Javier Fernández                   | Dmitrij Alijev                     | Mikhail Koljada                         |
| ME 2019   | Minsk                              | Javier Fernández                   | Aleksandr Samarin                  | Matteo Rizzo                            |
| ME 2020   | Štýrský Hradec                     | Dmitrij Alijev                     | Artur Danijeljan                   | Morisi Kvitelašvili                     |
| ME 2021   | Nekonáno kvůli pandemii            | Nekonáno kvůli pandemii            | Nekonáno kvůli pandemii            | Nekonáno kvůli pandemii                 |
| ME 2022   | Tallinn                            | Mark Kondratiuk                    | Daniel Grassl                      | Deniss Vasiļjevs                        |
| ME 2023   | Espoo                              | Adam Siao Him Fa                   | Matteo Rizzo                       | Lukas Britschgi                         |
| ME 2024   | Kaunas                             | Adam Siao Him Fa                   | Aleksandr Selevko                  | Matteo Rizzo                            |
| ME 2025   | Tallinn                            | Lukas Britschgi                    | Nikolaj Memola                     | Adam Siao Him Fa                        |